# Saint-Vincent-de-Pertignas
Saint-Vincent-de-Pertignas é uma comuna francesa na região administrativa da Nova Aquitânia, no departamento da Gironda. Estende-se por uma área de 7,54 km². Em 2010 a comuna tinha 386 habitantes (densidade: 51,2 hab./km²).